# 福井市河合小学校
福井市河合小学校（ふくいし かわいしょうがっこう）は、福井県福井市山室町にある公立小学校。

## 通学区域
- 網戸瀬町、河合勝見町、川合鷲塚町、高屋町、つくし野1～3丁目、二日市町、六日市町、山室町、中角町[1]

## 進学先中学校
- 福井市灯明寺中学校

## 学校周辺
- 鷲塚針原駅(えちぜん鉄道三国芦原線)
- 森田駅（JR西日本北陸本線）
- 福井市森田中学校
- 仁愛女子短期大学

## アクセス
- えちぜん鉄道三国芦原線 鷲塚針原駅から約1.2 km。